# 淡路修三
淡路修三（1949年8月13日 - ），出身於東京都，日本職業圍棋棋士，隸屬日本棋院東京本院。師從伊藤友惠七段。名人戰，本因坊戰挑戰者常客。青山學院大學法律系畢業而作為棋手，有獨特的經歷。哥哥是法學家的淡路剛久。
棋風具戰鬥性，善於接近戰，外號洛奇，有眾多支持者。

## 經歷
1955年、6歳成為伊藤友惠的弟子。從老師繼承了戰鬥性的棋風。1968年入段、1975年五段。1979年棋聖戰七段戰準優勝、進入全段爭覇戰。1982年進入本因坊戰聯賽戰。1983年八段戰優勝、全段爭覇戰優勝並進入最高棋士決定戰。同年，為碁聖戰，天元戰挑戰者，獲得棋道賞殊勲賞。
1984年九段，本因坊戰聯賽戰5勝2敗成為挑戰者。1987年、27勝10敗之成績獲棋道賞敢闘賞。
1989年名人戰聯賽戰6勝2敗，並戰勝林海峰成為挑戰者，從這時起以洛奇為外號。同年進入王座戰挑戰者決定戰，棋道賞殊勲賞。1993年的中日圍棋擂台賽，連勝馬暁春、聶衛平為日本取得勝利。1994年NHK杯電視圍棋淘汰賽4強。2000年棋聖戰A聯賽戰4勝1敗獲勝、挑戰者決定戰敗給趙善津。
統計成績942勝547敗3平局1無勝負（2012年4月）。

### 頭銜
- 首相杯争奪戰 2期（1977年、1981年）
- 精鋭淘汰賽戰 2期（1978年、1980年）

### 主要戰績
國際棋戰
- 富士通杯世界職業圍棋錦標賽 4位 1993年（○張文東、○馬暁春、○趙治勲、×劉昌赫、×加藤正夫）
- 應氏杯世界職業圍棋錦標賽 8強 1992、96、2000年
- 應氏杯世界職業圍棋錦標賽 8強 1992年
- 日中圍棋交流
  - 1978年 2-1-1
  - 1985年 1-1-1 劉小光
  - 1987年 2-0 馬暁春、2-1 江鋳久
  - 1988年 0-2 聶衛平
- 中日围棋擂台赛
  - 1984年 0-1（×江鋳久）
  - 1988年 0-1（×聶衛平）
  - 1991年 2-1（○張文東、○陳臨新、×兪斌）
  - 1993年 2-0（○馬暁春、○聶衛平）
- 三國圍棋擂臺賽
  - 1992年 0-1（×曹大元）
  - 1997年 0-1（×兪斌）
- 農心辛拉麵杯世界圍棋最強戰
  - 2001年 0-1（×邵煒剛）
- CSK杯
  - 2002年 0-2（×劉昌赫、×邵煒剛）

國内棋戰
- 1975年 大手合一部優勝
- 1983年 碁聖戰挑戰者。大竹英雄2-3敗退。
- 1983年 天元戰挑戰者。片岡聰1-3敗退。
- 1984年 本因坊戰挑戰者。林海峰1-4敗退。
- 1989年 名人戰挑戰者。小林光一1-4敗退。
- 2000年 棋聖戰聯賽戰A組優勝。
- 2009年 通算900勝達成。
- 2012年 棋聖戰聯賽戰進入。
- 2015年 通算1000勝達成。
- 棋聖戰最高棋士決定戰4期進入，棋聖戰聯賽戰4期，本因坊戰聯賽戰5期，名人戰聯賽戰8期，現役。

## 著作
- 『秘傳、效果馬上提升的「淡路語錄」 (NHK圍棋系列) 』日本放送出版協會　2003年
- 『淡路修三 (圍棋文庫―下棋鑑賞系列)』日本棋院　2005年

## 外部連結
- 日本棋院的淡路修三介紹 （页面存档备份，存于）